# 中山口洋區
中山口洋區（印尼語：Kecamatan Singkawang Tengah）是印尼西加里曼丹省山口洋市管轄的一個區，位於山口洋市中部，東邊和南邊與東山口洋區接壤，西瀕納土納海，北邊與北山口洋區相鄰。

## 行政區劃
目前中山口洋區轄有6個社區。
1. Kelurahan Bukit Batu
2. 轉廊社區
3. Kelurahan Jawa
4. 盧萬社區
5. 銃城尾社區
6. 頭條港社區